# 제천디지털전자고등학교
제천디지털전자고등학교(堤川디지털電子高等學校)는 대한민국 충청북도 제천시 봉양읍 팔송리에 있는 공립 고등학교이다.

## 학교 연혁
- 1979년 10월 31일 : 제천상업고등학교 설립 인가
- 1980년 3월 7일 : 개교식 및 입학식(7학급 426명)
- 1986년 10월 6일 : 제원고등학교로 교명 변경
- 1992년 8월 28일 : 보통과 2학급, 전자과 2학급 (남녀 공학 12학급)으로 학칙 변경
- 1995년 3월 1일 : 제천공업고등학교로 교명 변경
- 2004년 3월 1일 : 디지털전자분야 특성화고로 승인, 제천디지털전자고등학교로 교명 변경
- 2004년 3월 1일 : 디지털미디어과 2학급, 디지털정보통신과 3학급 (남녀공학 15학급)으로 학칙 변경
- 2018년 3월 1일 : 전기전자과 2학급, IT전자과 2학급, 보건간호과 1학급으로 학칙 변경
- 2023년 9월 1일 : 제20대 노재민 교장 취임
- 2024년 1월 5일 : 제42회 졸업식 (55명, 누계 8,895명)
- 2024년 3월 4일 : 2024학년도 입학식(전기전자과 5명, IT전자과 6명, 보건간호과 10명 계 21명)

## 설치 학과
- 보건간호과
- 전기전자과
- IT전자과

## 참고 자료
- 제천디지털전자고등학교 - 한국교육학술정보원 학교알리미